# Fstab

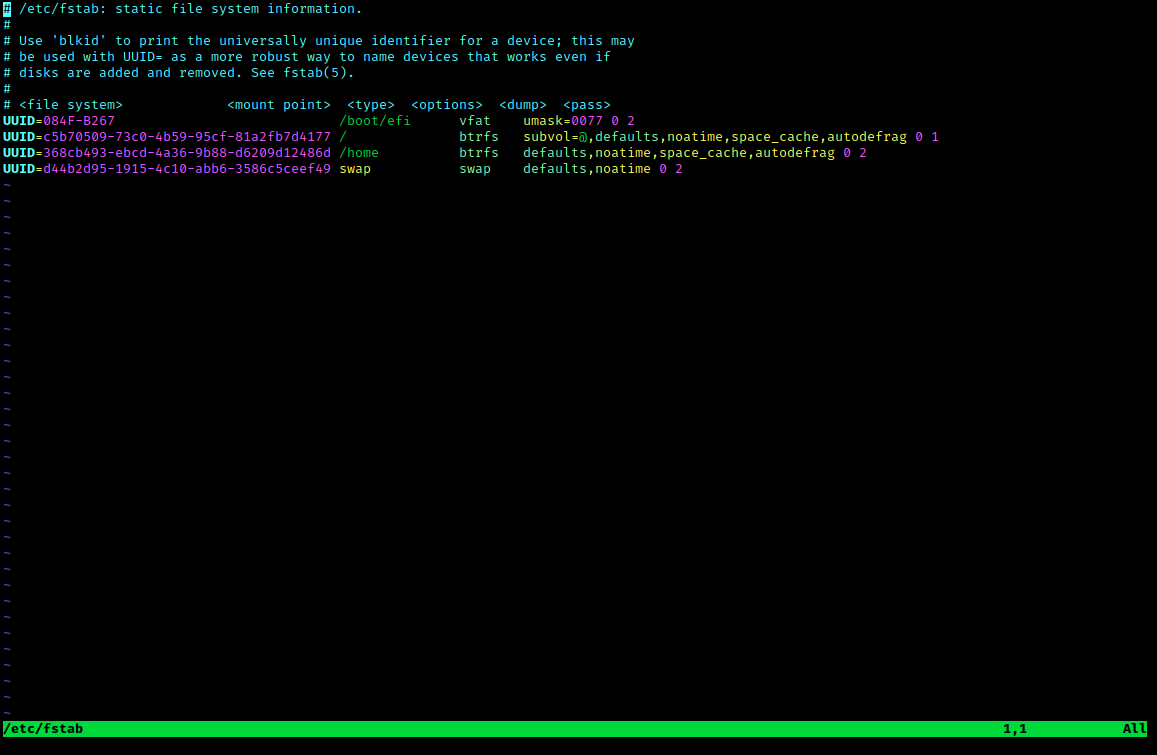
Ejemplo de archivo fstab

El fichero fstab (file systems table) se encuentra comúnmente en sistemas Unix (en el directorio /etc/) como parte de la configuración del sistema. Lo más destacado de este fichero es la lista de discos y particiones disponibles. En ella se indica cómo montar cada dispositivo y qué configuración utilizar.
Los comandos mount y umount leen este fichero para determinar qué opciones utilizar a la hora de montar el dispositivo especificado. Por ejemplo, 'mount /media/musica/' montaría en el directorio /media/musica el dispositivo indicado en fstab con las opciones que tiene marcadas, si es que éstas se lo permiten.
El administrador del sistema se tiene que encargar de mantener este fichero para el mejor uso de los dispositivos. Esto normalmente se hace mediante un editor de texto aunque existen aplicaciones gráficas para los usuarios más inexpertos.
El archivo puede tener otros nombres en función de la variante de Unix. Por ejemplo en Solaris es /etc/vfstab.

## Uso
La estructura de las instrucciones es de 6 columnas separadas por espacios o tabuladores:
```
<dispositivo>
 
<punto_de_montaje>
 
<sistema_de_archivos>
 
<opciones>
 
<dump-freq>
 
<pass-num>

```

- <dispositivo> es el directorio lógico que hace referencia a una partición o recurso.
- <punto_de_montaje> es la carpeta en que se proyectarán los datos del sistema de archivos.
- <sistema de archivos> es el algoritmo que se utilizará para interpretarlo.
- <opciones> es el lugar donde se especifican los parámetros que mount utilizará para montar el dispositivo, deben estar separadas por comas. Pueden consultarse aquí.
- <dump-freq> es el comando que utiliza dump para hacer respaldos del sistema de archivos, si es cero no se toma en cuenta ese dispositivo.
- <pass-num> indica el orden en que la aplicación fsck revisará la partición en busca de errores durante el inicio, si es cero el dispositivo no se revisa.,[2][3]

## Ejemplo
Lo siguiente es un ejemplo de un archivo fstab de la distribución Red Hat del sistema operativo GNU/Linux:
```
# dispositivo punto_de_montaje sistema_de_archivos opciones dump-freq pass-num

LABEL
=
/
 
/
 
ext3
 
defaults
 
1
 
1

/dev/hda6
 
swap
 
swap
 
defaults
 
0
 
0

none
 
/dev/pts
 
devpts
 
gid
=
5
,mode
=
620
 
0
 
0

none
 
/proc
 
proc
 
defaults
 
0
 
0

none
 
/dev/shm
 
tmpfs
 
defaults
 
0
 
0

# Dispositivos extraíbles

/dev/cdrom
 
/mount/cdrom
 
udf,iso9660
 
noauto,owner,kudzu,ro
 
0
 
0

/dev/fd0
 
/mount/floppy
 
auto
 
,owner,kudzu
 
0
 
0

/dev/sdb
 
/mount/usb
 
vfat
 
rw,user,noauto
 
0
 
0

# Partición NTFS de Windows XP

/dev/hda1
 
/mnt/WinXP
 
ntfs-3g
 
quiet,defaults,locale
=
en_US.utf8,umask
=
0
 
0
 
0

# Partición compartida entre Windows y Linux

/dev/hda7
 
/mnt/compartidos
 
vfat
 
umask
=
000
 
0
 
0

# Sistema de archivos de red, NFS

192
.168.1.1:/home/usuario/Escritorio
 
/mnt/remoto
 
nfs
 
defaults,auto,rw
 
0
 
0

# Carpeta compartida mediante SAMBA o Windows

//192.168.1.1/PUBLICO
 
/media/PUBLICO
 
smbfs
 
username
=
publico,password
=
publico,dir_mode
=
0777
,file_mode
=
0777
 
0
 
0

```

## Recarga de fstab
El siguiente comando recarga fstab sin necesidad de reiniciar el sistema.
```
#  mount -a

```